# Dipa Nusantara Aidit

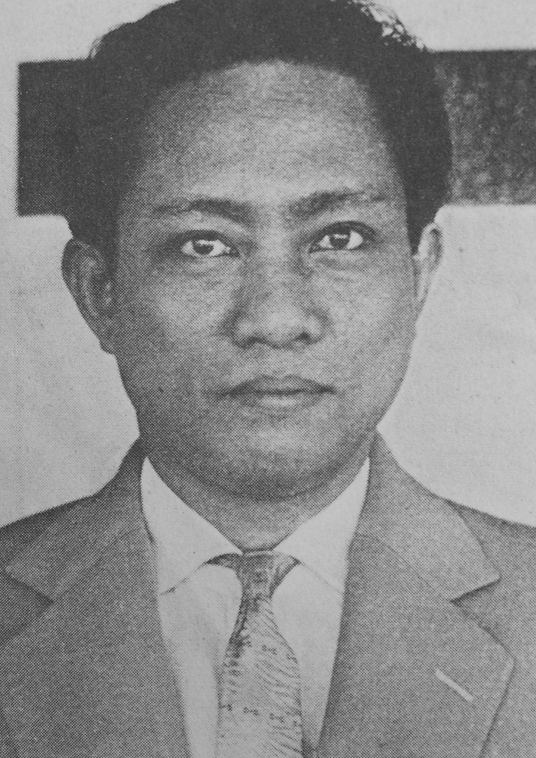
Dipa Nusantara Aidit.

Dipa Nusantara Aidit (* 30. Juli 1923 in Sumatra; † 23. November 1965 in Java) war ein indonesischer Politiker.
Er war von 1951 bis 1965 Parteivorsitzender der Partai Komunis Indonesia (PKI), der größten kommunistischen Partei außerhalb der Sowjetunion und Chinas.

## Kindheit und Politisierung
Zu dem Geburtsort Aidits und zu seiner ethnischen Herkunft existieren unterschiedliche Angaben. Edman (1987: 23ff.) legt den Geburtsort Aidits in das Dorf Pagarlarang, in der Nähe von Tanjungpandan auf der Insel Belitung und schildert ihn als Kind malaiischer Eltern. Kroef (1965:53) vermutet, dass Aidit als Kind arabischer Eltern geboren wurde und vermutet als Geburtsort Medan, Nordwest-Sumatra. Brackman (1963: 31f., 309 Fn.6) vermutet entweder eine chinesische oder arabische Abstammung Aidits.
Als einigermaßen gesichert gilt, dass Dipa Nusantara Aidit am 30. Juli des Jahres 1923 als ältester Sohn eines Forstbeamten geboren wurde. Möglicherweise erhielt er von seinen Eltern zunächst den Vornamen Ahmad. Im Alter von 13 Jahren schickten ihn seine Eltern nach Jakarta, um dort eine Handelsschule zu besuchen (vgl. Edman 1987: 23). Drei Jahre später trat Aidit in die ‘Persatuan Timur Muda’ (Östliche Vereinigung der Jugend) ein, eine kleine Organisation, die sich aus Studenten unterschiedlicher ethnischer Herkunft zusammensetzte. Im gleichen Jahr wurde er Mitglied der ‘Barisan Pemuda Gerindo’ (Jugendfront der Gerindo), eine linksgerichtete Jugendorganisation, die von Amir Sjarifuddin, ein Kommunist und späterer Premierminister, geleitet wurde. Aidits Interesse am Marxismus begann zu dieser Zeit. Er kam in Kontakt mit Muhammad Jusuf, dem ersten Vorsitzenden der PKI von 1945, der ihm eine Kopie von Karl Marx ‘Das Kapital’ geliehen haben soll (vgl. Edman 1987: 23). In dieser Zeit änderte er seinen Vornamen in ‘Dipa’ (nach Dipanegara, Nationalheld aus dem 19. Jahrhundert) und ‘Nusantara’ (Bezeichnung für den indonesischen Archipel).

## Die Zeit vor der Unabhängigkeit
Im Jahre 1942 wurde Aidit zum zweiten Vorsitzenden einer Transportarbeitergewerkschaft gewählt. Ein Jahr später gründete er die ‘Gerakan Indonesia Merdeka’ (Gerindom; Bewegung für ein befreites Indonesien), eine antifaschistische Untergrundbewegung, die jedoch bald nach ihrer Gründung durch die japanische Polizei zerschlagen wurde. Im selben Jahr wurde er Mitglied in der illegalen PKI (vgl. Edman 1987: 23f.).
Ein Jahr vor dem Ende der japanischen Besatzungszeit trat Aidit unter anderem der ‘Angkatan Muda’ (Junge Generation) bei. Die ‘Angkatan Muda’ wurde Mitte des Jahres 1944 auf japanischen Vorschlag gegründet. Sie diente, wie Anderson beschreibt, „for controlling undesirable elements among the youth. (...) Young men who were known or suspected of having ‘illegal’ connections or who were persistently and openly hostile to the Japanese and at the same time influential among their comrades, were forced to assume leadership in the organization.“ (vgl. Anderson (1961): Some Aspects of Indonesian Politics under the Japanese Occupation: 1944–1945. Interim Reports Series, Modern Indonesia Project, Cornell University. pp. 51–52; zitiert aus: Mortimer 1974: 35).
Im selben Jahr wurde Aidit in die ‘Asrama Angkatan Baru Indonesia’ (Heimstätte der neuen Generation Indonesiens) aufgenommen. Die ‘Asrama Angkatan Baru Indonesia’ wurde vom Propagandaministerium der japanischen Militärverwaltung gegründet, um die indonesische Jugend politisch zu schulen. Der Unterricht wurde von den bekanntesten Persönlichkeiten der nationalistischen Bewegung, unter ihnen Sukarno, Hatta und Muhammad Yamin geleitet.
Aidit war ebenfalls Mitglied in der ‘Barisan Pelopor’ (Front der Pioniere). Auch diese politische Organisation wurde von den Japanern gegründet, um deren Mitglieder in den Bereichen Disziplin, Patriotismus und Techniken der Massenmobilisierung zu schulen. Ausgewählte Mitglieder der ‘Barisan Pelopor’, unter ihnen auch Aidit, bildeten später eine Spezialeinheit, die unter dem Namen ‘Barisan Pelopor Istimewa’ (Spezial-Front der Pioniere) für den persönlichen Schutz Sukarnos zuständig war (vgl. Mortimer 1974: 36).
Aidit war zudem an dem historischen Treffen der Jugendverbände am 16. August 1945 anwesend, die von Sukarno und Hatta die sofortige Verkündung der indonesischen Unabhängigkeit einforderten. Aidit war einer der vier ‘Pemuda’, die diese Forderung in Sukarnos Haus überbrachten. An der anschließenden Entführung der beiden Politiker war er jedoch nicht beteiligt (vgl. Brackman 1963: 41f.; Mortimer 1974: 37). Zwei Wochen nach der Unabhängigkeitserklärung gründete Aidit gemeinsam mit anderen ‘Asrama’-Mitgliedern die ‘Angkatan Pemuda Indonesia’ (API; Generation der Jugend Indonesiens). Das Ziel dieser Organisation war es, sämtliche Organisationen der ‘Pemuda’ zu koordinieren und zu vereinigen. Nach einer von der API organisierten großen Demonstration im Gambir Park (Jakarta) am 19. September 1945 wurde Aidit von der japanischen Militärverwaltung verhaftet. Wenig später gelang ihm die Flucht aus dem Gefängnis. Doch nun war es die britische Armee, die ihn kurz darauf erneut festnahm und an die anrückenden Niederländer auslieferte. Diese verbannten Aidit für sieben Monate auf die Onrust-Insel (Onrust: niederländ. für Unruhe, eine kleine Insel in der Bucht vor Jakarta). (vgl. Edman 1987: 24).

## Eintritt in die PKI und Hochzeit
Nach dem Ende seiner Verbannung trat Aidit in die seinerzeit noch legale PKI ein. Dort wurde er im Jahre 1947 in deren Zentralkomitee gewählt und übernahm den Vorsitz der Parteifraktion im Parlament der Republik (vgl. Mortimer 1974: 38). In dieser Zeit lernte er seine spätere Frau Sutanti kennen (vgl. Edman 1987: 25).
Sutanti war die Tochter eines aristokratischen Polizeichefs in Semarang, der als Mitglied von Amir Sjarifuddins Sozialistischer Partei während der Madiun-Affäre 1948 getötet wurde. Sutantis Mutter war in der ‘Gerakan Wanita Indonesia’ (Gerwani; Bewegung der indonesischen Frauen), einer Frauenorganisation der PKI, aktiv, in der sie später zur Vize-Präsidentin gewählt wurde (vgl. Edman 1987: 25). Über den genauen Zeitpunkt der Hochzeit und die Anzahl eventueller Kinder liegen keine Informationen vor.

## Aufstieg innerhalb der PKI und Exil
Unter dem Vorsitz von Musso wurde in der neu konstituierten PKI am 1. September 1948 ein neues Politbüro gewählt, in das erstmalig auch D. N. Aidit aufgenommen wurde (vgl. Mc T. Kahin 1959: 276; Mortimer 1974: 38).
Nur wenige Wochen später ereignete sich die Madiun-Affäre. Aidit gelang es, Indonesien unbemerkt zu verlassen. Seine Flucht führte ihn über Singapur nach Nordvietnam, wo er Ho Chi Minh in seinem Unabhängigkeitskampf unterstützt haben soll (vgl. Hindley 1964: 23). Anschließend reiste Aidit weiter nach China, wo Mao Zedong am 1. Oktober 1949 die chinesische Volksrepublik proklamierte.
Einen Monat zuvor, am 7. September 1949, beschloss die republikanische Regierung Indonesiens eine Amnestie für alle Personen, die an der Madiun-Affäre beteiligt waren (vgl. Brackman 1963: 124). Nur langsam begannen die Kommunisten, sich neu in Indonesien zu formieren.

## Rückkehr und Aufstieg an die Spitze der PKI

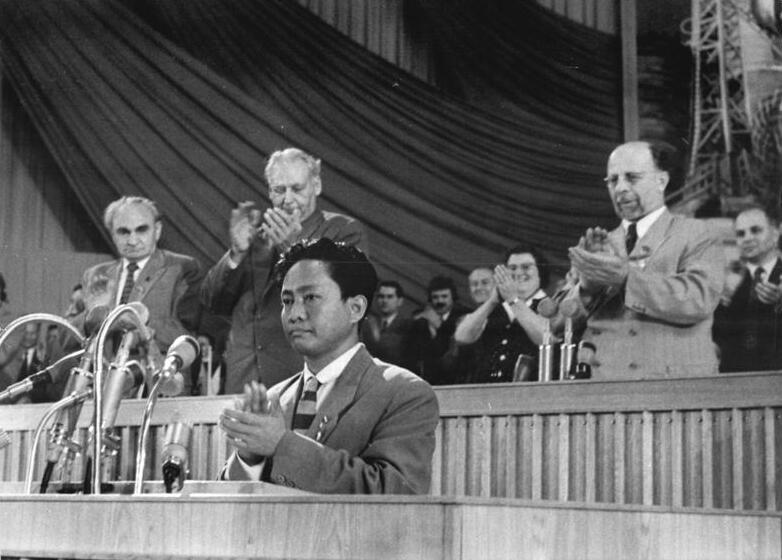
Aidit während seiner Grußansprache auf dem V. Parteitag der SED (1958)

Mitte des Jahres 1950 kehrte D. N. Aidit nach Indonesien zurück und arbeitete zunächst für das Agitations- und Propaganda-Sekretariat des Politbüros der PKI. Er gab die Zeitschrift ‘Bintang Merah’ (Roter Stern) heraus. Nach eigenen Angaben erhöhte sich ihre Auflagenzahl von 3.000 im August des Jahres 1950 bis auf 10.000 gegen Ende des gleichen Jahres. Die ‘Bintang Merah’ vertrat den Anspruch, die Entwicklung von Kritik und Selbstkritik innerhalb der Partei voranzutreiben, „to ouster those leaders who clearly ‘did not fulfill conditions’.“ (vgl. Hindley 1964: 24). Auf diese Weise gelang es den jungen Kräften in der PKI, an deren Spitze Aidit stand, ihre Gegenspieler in der Partei zu entmachten.
Als Resultat ihrer Bemühungen wurde am 7. Januar 1951 ein neues Politbüro unter dem Vorsitz von Dipa Nusantara Aidit gewählt (vgl. Hindley 1964: 25).
Auf dem Plenum des Zentralkomitees im Oktober 1953 und auf dem V. Parteitag der PKI im März 1954 gelang es Aidit, seine Position in der Partei zu festigen (vgl. Mortimer 1974: 42ff.). Seine erfolgreiche Arbeit ließ die PKI bei den Parlamentswahlen im September 1955 zur viertgrößten Fraktion im indonesischen Parlament werden. Nach dem Ende des parlamentarischen Systems im Jahre 1957 stieg die PKI aufgrund ihrer außerparlamentarischen Stärke und ihrer engen Anbindung an Präsident Sukarno zur bedeutendsten Massenorganisation in Indonesien auf.

## Entmachtung und Tod
Der Erfolg Aidits war jedoch nicht von Dauer. Durch die noch ungeklärten Ereignisse am 30. September 1965 kam es zu einem von General Suharto eingeleiteten Massenpogrom gegen Kommunisten, bei der mehr als 500.000 Menschen (andere Schätzungen gehen von noch höheren Zahlen aus) ermordet wurden. D. N. Aidit wurde am 23. November 1965 unmittelbar nach seiner Festnahme von der indonesischen Armee erschossen (vgl. Schlereth/Bintang 1970: 178f.).